# Éles József
Éles József (Budapest, 1969. február 16. –) magyar világválogatott, KEK-győztes és EHF-bajnokok ligája döntős kézilabdázó, edző.

## Pályafutása
A magyar kézilabda egyik legnagyobb klasszisa balátlövőként, illetve irányítóként játszott 2006-os visszavonulásáig. 179-szeres magyar válogatottként 828 gólt szerzett. Pályafutását a Budapesti Spartacusban kezdte 13 évesen, ahonnan 1989-ben a Solymári SC-hez került. 1991-2003 között a KC Veszprém tagjaként játszott, majd 2005-ig az AO Filippos Verias tagja volt. 2005-2006 között a GC Amicitia Zürich színeit képviselte, majd ezt a csapatot 2007-ig menedzselte is. Pályafutásának legnagyobb sikereit a bakonyiakkal érte el, összesen 10 alkalommal nyerte meg a bajnokságot és ugyanennyiszer örülhetett a kupagyőzelemnek. 
Az 1997-1998-as bajnoki idényben ő lett a gólkirály, ekkor élte pályája csúcsát, az előző években háromszor is megválasztották Magyarországon az év játékosának. 2000-ben elszenvedett autóbalesete majdnem kettétörte (az amputáció is szóba került) a karrierjét, ám több mint egyéves rehabilitációt követően visszatért a pályára. 2002-ben BL-döntőbe vezette a veszprémieket, de ott alulmaradtak az SC Magdeburggal szemben. 2003-ban úgy döntött, hogy légiósnak áll, 12 év után hagyta el a Fotex Veszprém csapatát, melynek 2548 hivatalos mérkőzésen lőtt góljával a mai napig ő a legeredményesebb játékosa. Az AO Filippos Verias csapatával is bejutott a BL csoportkörébe, míg visszavonulása előtt a svájci GC Amicitia Zürichet már játékos-edzőként segítette.
A válogatottban 1989 november 24-én mutatkozott be. Első világversenye az 1992-es olimpia volt, míg 1993-ban a világbajnokságon 43 góllal gólkirályi címet szerzett.

## Edzőként
Pályafutása végén a svájci GC Amicitia Zürich csapatánál már játékos-edzőként lépett pályára, majd visszavonulása után, 2006-ban ő lett csapat edzője. Egy év elteltével Németországban, a TV Endingennél vállalt edzői feladatot. Rövid romániai kitérő után itthon vállalt munkát, előbb a Gyöngyös férfi csapatával szerzett bronzérmet a kupában, majd a Kiskunhalas NKSE női csapatának edzője lett. 2011-ben dolgozott a dominikai női válogatott élén, majd hazatért és kézilabda iskolát alapított Éles Kézilabda Iskola néven.

## Balesete
2000. július 1-jén a kora reggeli órákban súlyos autóbalesetet szenvedett Kiskunmajsa határában. Súlyos, de nem életveszélyes sérülésekkel szállították a kiskunhalasi kórházba, ahol agyrázkódást, csonttörést és szalagszakadást állapítottak meg nála. Számos operáción átesett és kérdésessé vált, hogy tudja-e folytatni profi pályafutását. A kórházból való július 18-i távozása után Veszprémbe került rehabilitációra. Miután sikerült teljesen felépülnie, a 2001. augusztus 29-i, Németországban megrendezett barátságos mérkőzésen már játszott is.

## Sikerei,díjai
Fotex Veszprém KC
- Magyar bajnok (10): 1992, 1993, 1994, 1995, 1997, 1998, 1999, 2001, 2002, 2003
- Magyar kupagyőztes (10): 1992, 1993, 1994, 1995, 1996, 1998, 1999, 2000, 2002, 2003
- EHF-kupagyőztesek Európa-kupája győztes (1): 1992
  - döntős (1): 1993
- EHF-bajnokok ligája döntős (1): 2002

Egyéni
- Az év magyar kézilabdázója (3): 1992, 1993, 1997
- A magyar bajnokság gólkirálya (1): 1993
- a világbajnokság gólkirálya (1): 1993
- Világválogatott (2): 1994, 1997